# Hrob
Hrob − miasto w Czechach, w kraju ujskim.
31 grudnia 2003 powierzchnia miasta wynosiła 1 109 ha, a liczba jego mieszkańców 2 020 osób.

## Demografia
| Rok             | 1970  | 1980  | 1991  | 2001  | 2003  |
| --------------- | ----- | ----- | ----- | ----- | ----- |
| Liczba ludności | 2 648 | 2 396 | 2 063 | 1 989 | 2 020 |

Źródło: Czeski Urząd Statystyczny